# Gaibandha
Gaibandha este un oraș din Bangladesh.